# 厄爾施尼茨河 (紅美因河支流)
49°55′14″N 11°38′16.5″E / 49.92056°N 11.637917°E
厄爾施尼茨河是德國的河流，位於該國東南部，由巴伐利亞負責管轄，屬於紅美因河的右支流，河道全長6.8公里，流域面積84.2平方公里，發源自埃姆特曼斯貝格，河口處在魏登貝格附近。